# Symplocos pulchra
Symplocos pulchra är en tvåhjärtbladig växtart. Symplocos pulchra ingår i släktet Symplocos och familjen Symplocaceae.

## Underarter
Arten delas in i följande underarter:
- S. p. coriacea
- S. p. hispidula
- S. p. pulchra
- S. p. villosa